# Ieva
Ieva ist ein litauischer und lettischer weiblicher Vorname, abgeleitet von Eva.

## Namensträgerinnen
- Ieva Bidermane (* 1984), lettische Physikerin und Fußballnationalspielerin
- Ieva Budraitė (* 1992), litauische Politikerin, Leiterin der Grünenpartei
- Ieva Cederštrēma-Volfa (* 1969), lettische Biathletin
- Ieva Dainytė (* 2005), litauische Skilangläuferin
- Ieva Kačinskaitė-Urbonienė (* 1990), litauische Politikerin, Seimas-Mitglied
- Ieva Kibirkštis (* 1991), kanadisch-litauische Fußballspielerin
- Ieva Narkutė (* 1987), litauische Singer-Songwriterin
- Ieva Simonaitytė (1897–1978), litauische Schriftstellerin mit memelländischen Wurzeln
- Ieva Zasimauskaitė (* 1993), litauische Sängerin
- Ieva Valeškaitė (* 1988), litauische Wirtschaftspolitikerin, Vizeministerin
- Ieva Žalimaitė (* 1992), litauische Schachspielerin